# Cheirodon galusdae
Cheirodon galusdae é uma espécie de peixe da família Characidae.
É endémica do Chile.